# Zaletta filda
Zaletta filda är en insektsart som beskrevs av Webb 1983. Zaletta filda ingår i släktet Zaletta och familjen dvärgstritar. Inga underarter finns listade i Catalogue of Life.